# Lonka
Die Lonka (auch Longa oder Weißpriachbach) ist ein linker Zufluss der Südlichen Taurach in Salzburg (Österreich).

## Lage
Die Lonka entspringt westlich des Oberhüttensees, südöstlich der Sonntagskarhöhe auf über 2020 Metern nahe des Hauptkamms der Schladminger Tauern. Südlich des Oberhüttensees wendet sie sich nach Südosten, nimmt einige Zubringer auf, zum Beispiel den Wirpitschbach vom 1699 m ü. A. hoch gelegenen Wirpitschsee. In Hinterlahn erreicht sie ein flaches Becken, wo sie von links den Znachbach aufnimmt. Beim Lahntörl überwindet sie in Wasserfällen eine Steilstufe, um dann ruhig nach Süden bis Südosten durch teilweise sumpfiges Gelände zu mäandrieren, bevor sie bei Mariapfarr in einer Höhe von 1070 Metern in die Südliche Taurach mündet.

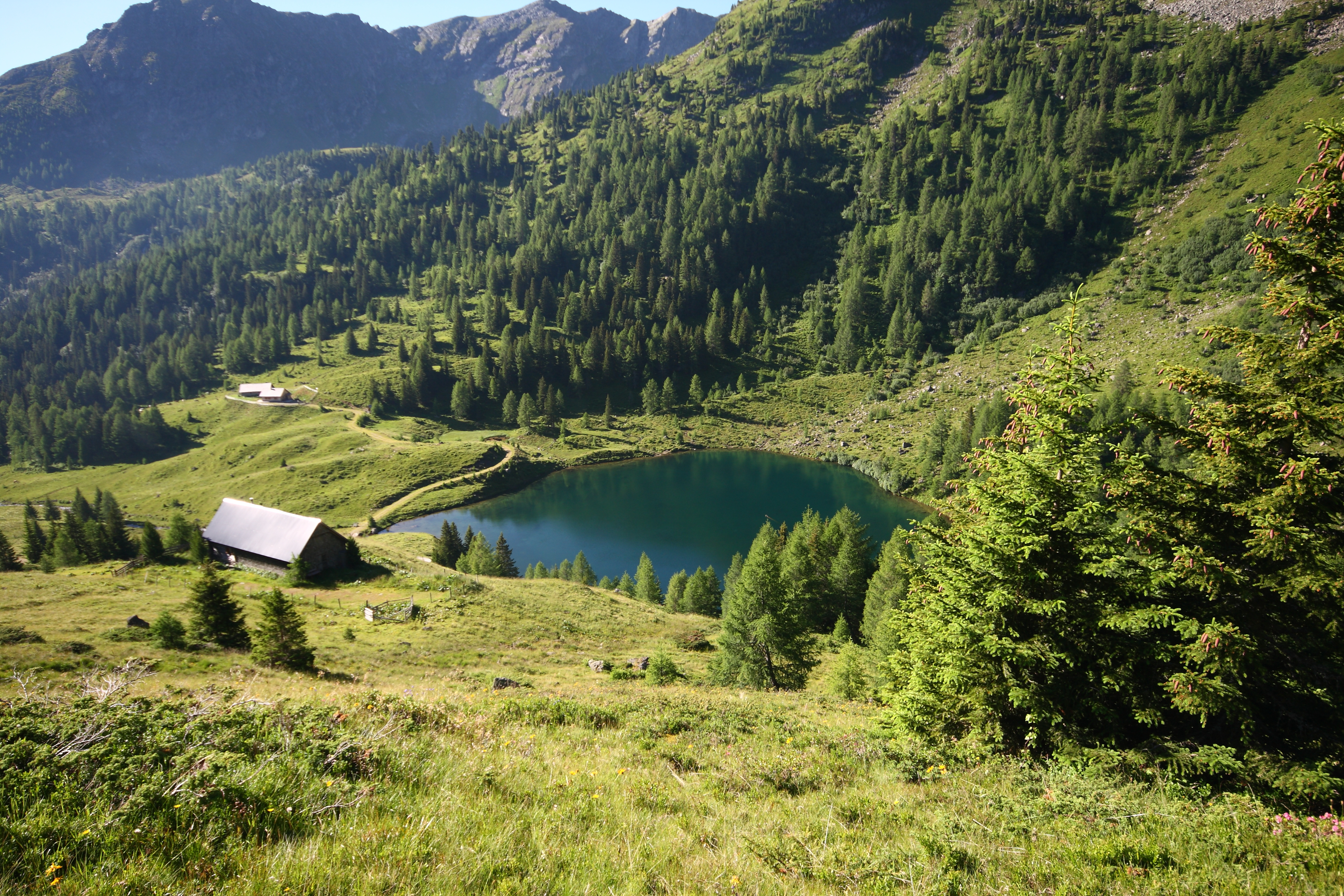
Wirpitschsee
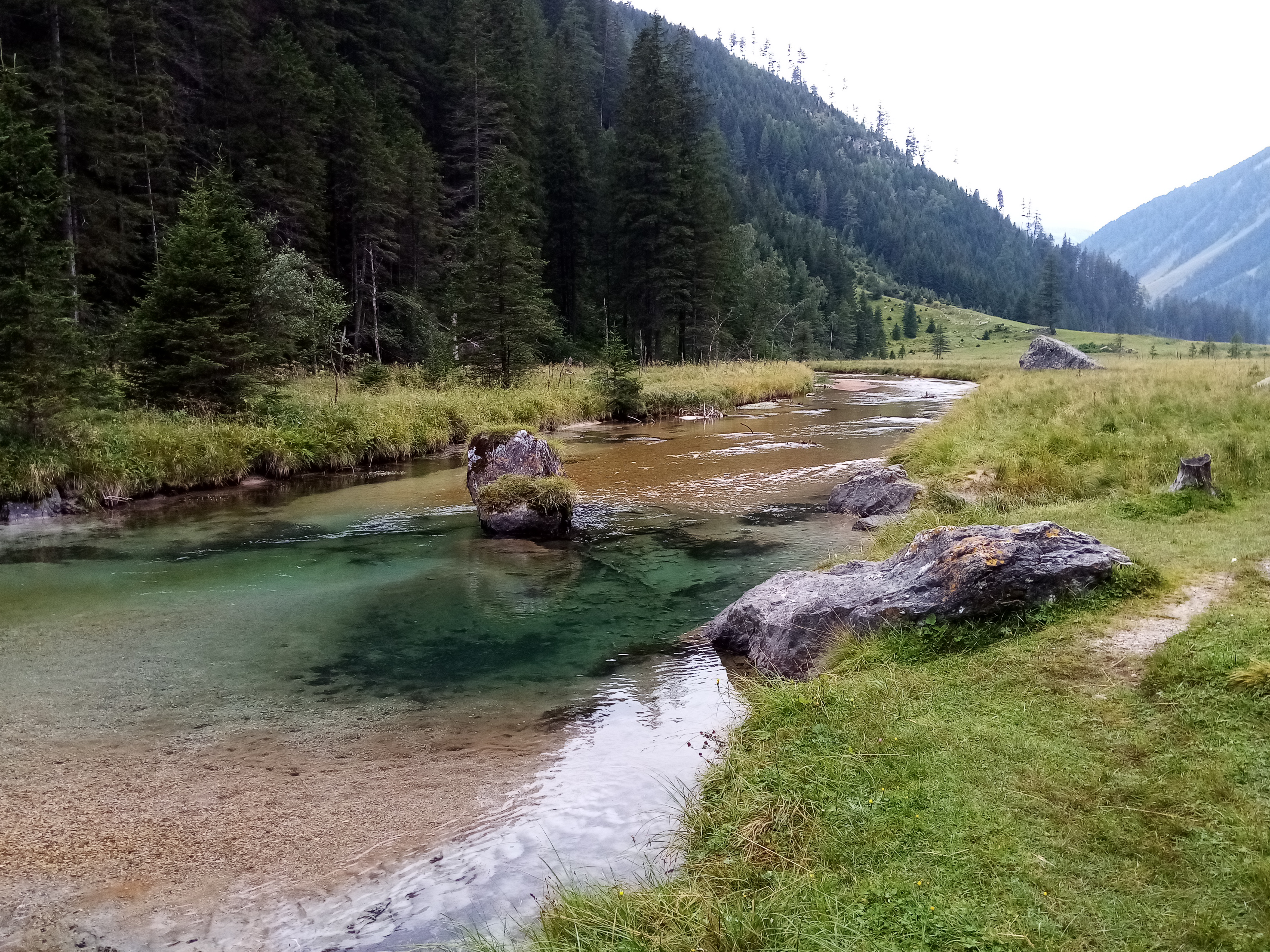
Lonka im Oberlauf (Hinterlahn)
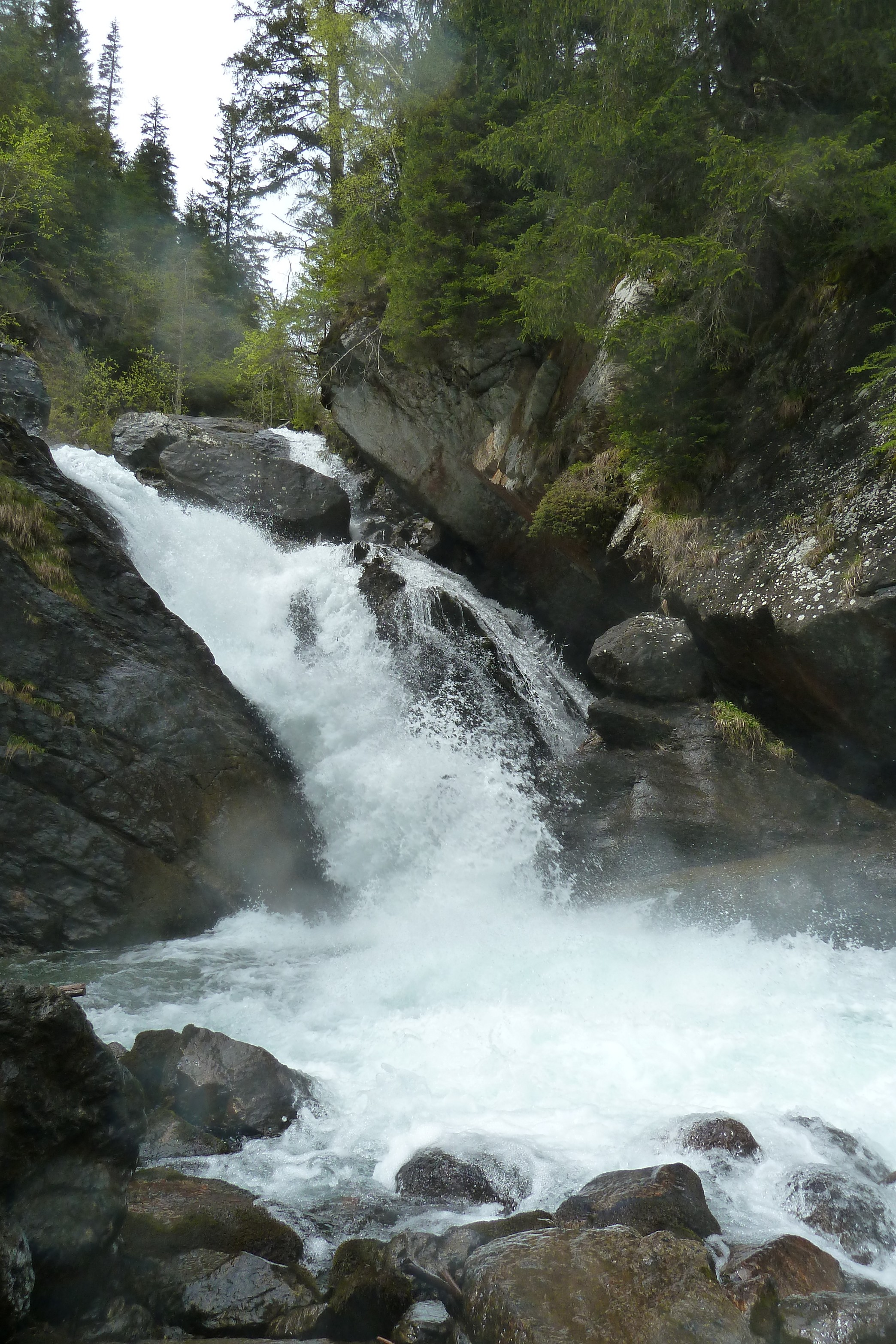
Wasserfall beim Lahntörl
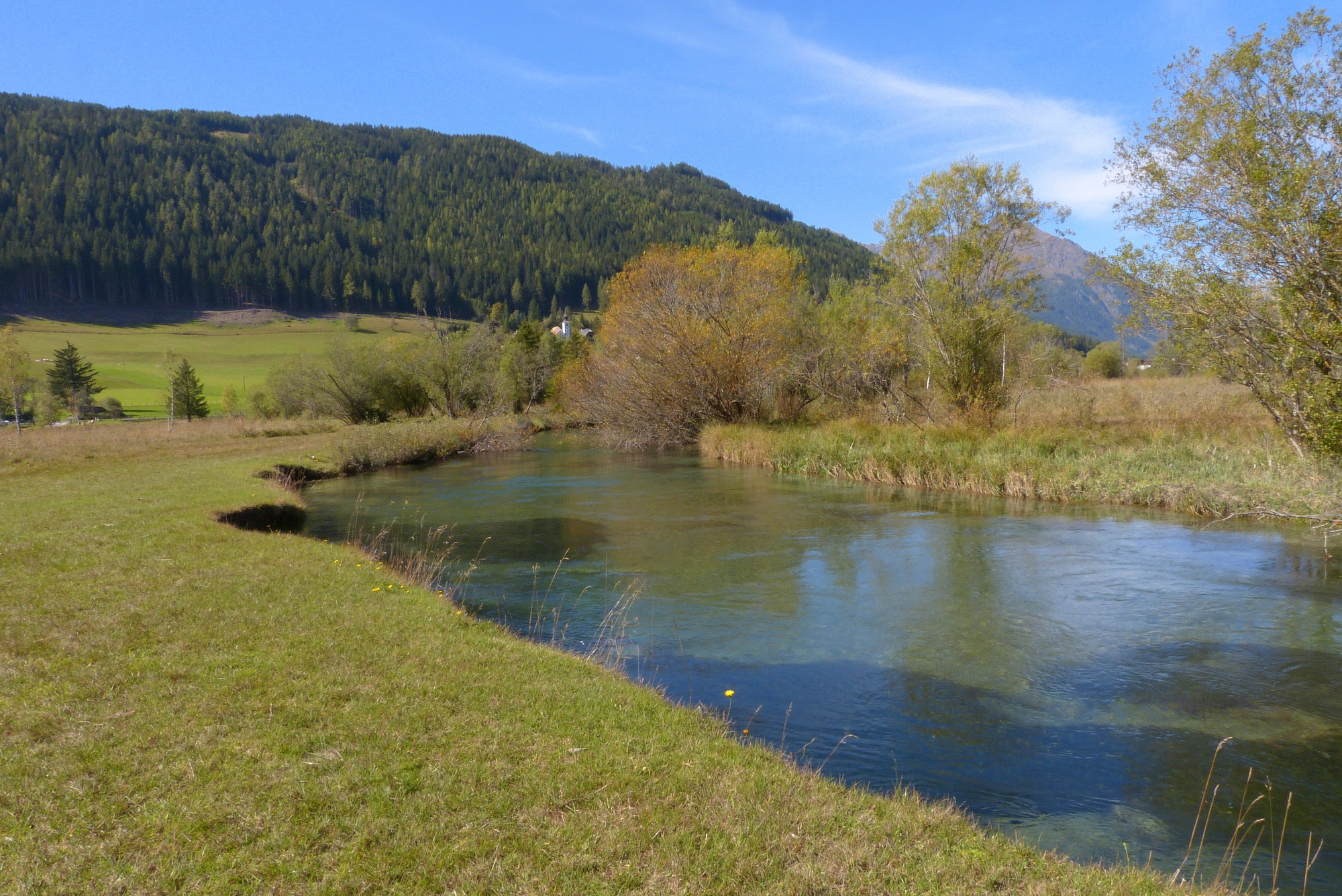
Lonka im unteren Talbereich
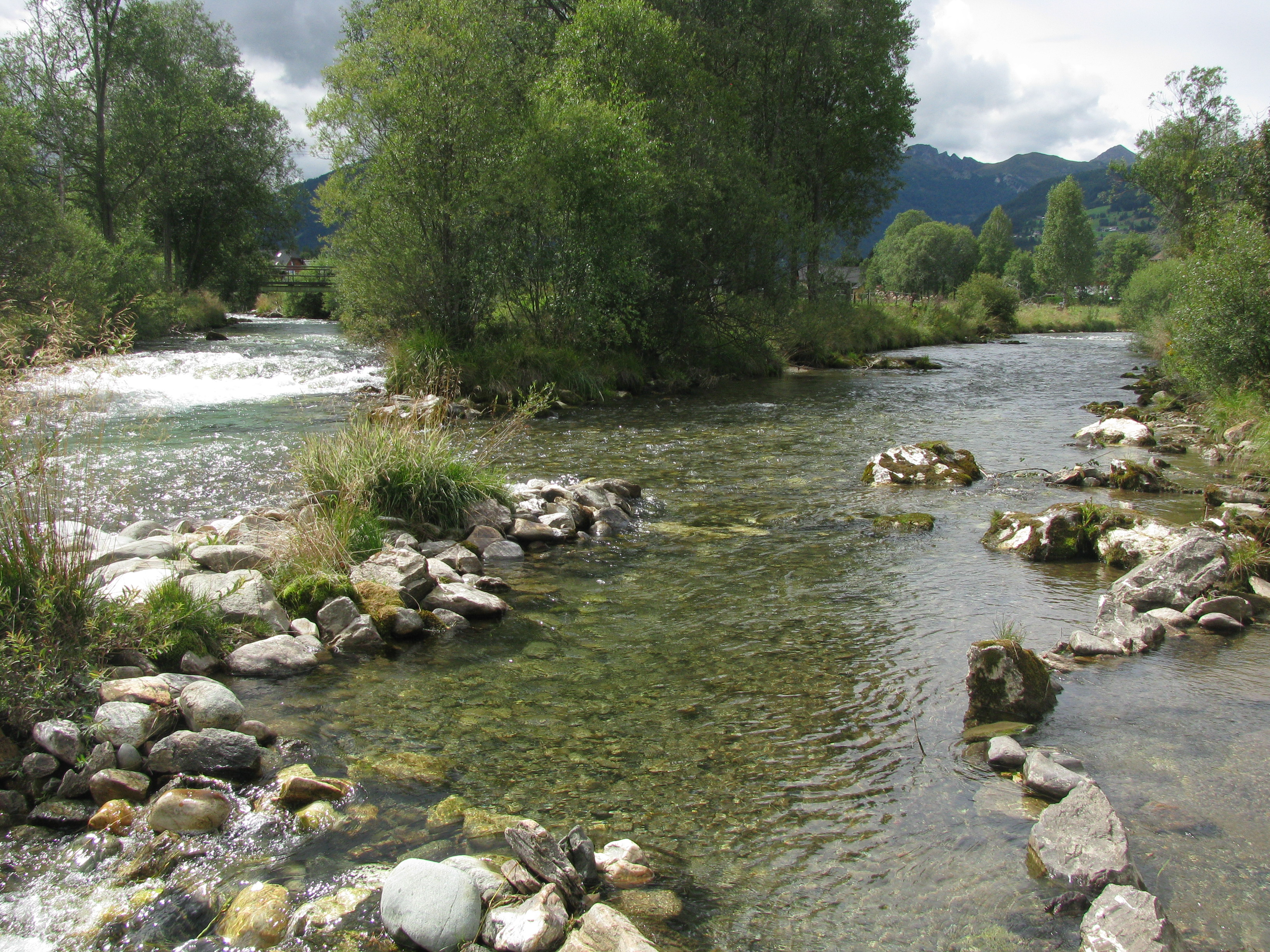
Mündung der Lonka (rechts) in die Taurach (links)

Das Einzugsgebiet der Lonka umfasst das gesamte Gemeindegebiet von Weißpriach und einen Teil von Mariapfarr, insgesamt 93,29 Quadratkilometer.
Begrenzt wird das Tal der Lonka von der Kalkspitzen-Gruppe, einer Untergruppe der Schladminger Tauern. Im Westen sind dies die Gipfel Großes Gurpitscheck (2526 m ü. A.), Tauernhöhe (2328 m) und Gamskarlspitze (2411 m ü. A.), im Norden Sonntagskarhöhe (2245 m ü. A.), Lungauer Kalkspitze (2471 m ü. A.), Vetternspitzen (2524 m ü. A.) und Zinkwand (2442 m ü. A.) und im Osten Graunock (2477 m ü. A.), Steinkarspitze (2626 m ü. A.), Hundstein (2614 m ü. A.) und Zechnerkarspitze (2452 m ü. A.). Nach Süden ist das Tal offen zur Südlichen Taurach.

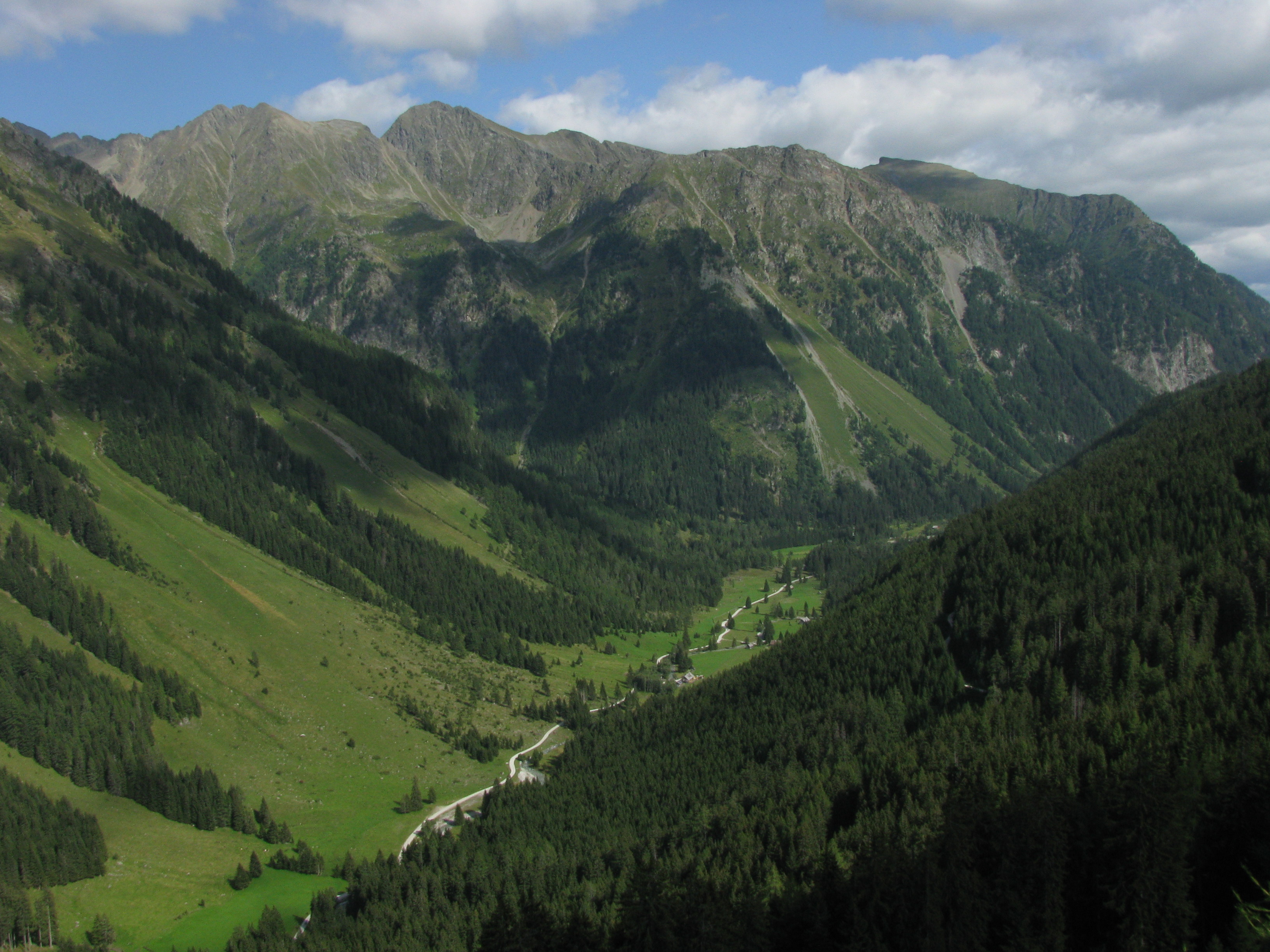
Oberes Tal der Lonka mit Hundstein (links) und Zechnerkarspitze (rechts)

| Sonntagskarhöhe           | Lungauer Kalkspitze, Vetternspitzen         | Zinkwand                   |
| Gamskarlspitze Tauernhöhe | Kompassrose, die auf Nachbargemeinden zeigt | Graunock Steinkarspitze    |
| Großes Gurpitscheck       | Südliche Taurach                            | Hundstein Zechnerkarspitze |

## Geschichte
Das Tal der Lonka wurde vermutlich schon von den Kelten besiedelt. Der Name leitet sich vom keltischen Wort „Lonkina“ (die Gekrümmte) ab. Dies ist wahrscheinlich auch der Ursprung der Bezeichnung „Lungau“.
Eine der ältesten Tauernüberquerungen ist der bereits zur Römerzeit bekannte Weg vom Pongau über den Oberhüttensattel ins Weißpriachtal.

## Wanderwege
- Der Leonhardsweg ist die 11. Etappe des Lungauer Pilgerwegs von der Oberhütte nach Sonndörfl bei Weißpriach.[6]
- Der „Weg des Buches“ führt vom Giglachsee über den Znachsattel ins Znachtal, einem Seitental der Lonka.[7]
- Im Norden des Einzugsgebietes verläuft der Schladminger-Tauern-Höhenweg, ein Teil des Zentralalpenwegs 02.

## Sonstiges
- Im Jahr 1999 wurden rund 35 Hektar der Lonka-Mäander zum Europaschutzgebiet erklärt.[8]
- Die Lonka wurde 2015 zum schönsten Platz in Salzburg[5] und zum drittschönsten Platz Österreichs gewählt[4]
- Für Sportfischer bietet die Lonka die Möglichkeit zum Fliegenfischen von Bach- und Regenbogenforellen sowie Saiblingen und Äschen.[9]